# Laura-Mary Carter
Laura-Mary Carter (Brighton, Inglaterra, Reino Unido, 18 de septiembre de 1987) es una cantante británica, notable por ser la guitarrista y vocalista del dúo de rock Blood Red Shoes.

## Biografía
Por un momento. el cansancio de las giras constantes parece superar a Laura-Mary. Su compañero en el crimen, el baterista Steven Ansell, está sentado escuchando, apoyado en el aparador del vestidor. Hay una confianza férrea sobre Steven, él es casi reacio a responder preguntas pero es elocuente e inteligente cuando elige serlo. Laura me dice que está agotada, pero Steve dice que prefiere estar haciendo esto antes que quedarse en casa: "Me aburro en casa", dice, por lo general directo. Les preguntó si su agenda alguna vez los decepciona y Laura-Mary es definitivamente franca con su respuesta. "Bastante, sí. Para mí es como 90% de sensación de después de un espectáculo ", dice. Steven interrumpe, explicando: "Es porque realmente eres como, exagerado, de todos modos, así que todo es diez veces más intenso que la vida real, tienes tanta adrenalina en tu cuerpo y esas cosas y todo se magnifica realmente". Les preguntó cómo lo manejan, y Laura-Mary responde: "Lo único que creo que ayuda es saber que tienes que jugar al día siguiente, así que sigues mirando hacia adelante".

## Discografía
Blood Red Shoes
- Box of Secrets (2008)